# أرديز العليا (كوه بنج)
أرديز العليا (بالفارسية: اردیز علیا) هي قرية تقع في إيران في البلدة المركزية. يقدر عدد سكانها بـ 19 نسمة .